# Championnats du monde de x-trial 2015
Navigation
2014 2016
Les championnats du monde de x-trial 2015 sont une compétition internationale de sport motocycliste sous l'égide de la Fédération internationale de motocyclisme (FIM). Les championnats se déroulent en six manches entre janvier et mars 2015 et ils sont remportés par l'espagnol Toni Bou.
Le trial est une discipline sportive qui consiste à franchir des obstacles à moto. Par extension, le terme trial désigne la discipline sur parcours en extérieur avec obstacles naturels tandis que le terme x-trial se réfère aux parcours en intérieur avec obstacles artificiels.

## Calendrier
| #         | Lieu            | Date            |
| --------- | --------------- | --------------- |
| 1re étape | Sheffield       | 3 janvier 2015  |
| 2e étape  | Marseille       | 31 janvier 2015 |
| 3e étape  | Pau             | 6 février 2015  |
| 4e étape  | Barcelone       | 8 mars 2015     |
| 5e étape  | Wiener Neustadt | 14 mars 2015    |
| 6e étape  | Oviedo          | 20 mars 2015    |

## Pilotes
Onze trialistes gagnent des points à ces championnats du monde : Toni Bou, Adam Raga, Albert Cabestany, Jeroni Fajardo, Alexandre Ferrer, Eddie Karlsson, Franz Josef Kadlec, James Dabill, Jaime Busto, Loris Gubian et Michael Brown.

## Résultats
À chaque manche les huit meilleurs remportent des points. L'espagnol Toni Bou devient champion du monde avec un total de 107 points.

### Podium par manche
| #         | Lieu            | Premier (20 points) | Deuxième (15 points) | Troisième (12 points) |
| --------- | --------------- | ------------------- | -------------------- | --------------------- |
| 1re étape | Sheffield       | Toni Bou            | Albert Cabestany     | Adam Raga             |
| 2e étape  | Marseille       | Toni Bou            | Adam Raga            | Albert Cabestany      |
| 3e étape  | Pau             | Adam Raga           | Toni Bou             | Jeroni Fajardo        |
| 4e étape  | Barcelone       | Toni Bou            | Adam Raga            | Albert Cabestany      |
| 5e étape  | Wiener Neustadt | Toni Bou            | Jeroni Fajardo       | Adam Raga             |
| 6e étape  | Oviedo          | Albert Cabestany    | Adam Raga            | Toni Bou              |

### Classement général
| #  | Pilote             | Points |
| -- | ------------------ | ------ |
| 1  | Toni Bou           | 107    |
| 2  | Adam Raga          | 89     |
| 3  | Albert Cabestany   | 77     |
| 4  | Jeroni Fajardo     | 63     |
| 5  | Alexandre Ferrer   | 30     |
| 6  | James Dabill       | 20     |
| 7  | Eddie Karlsson     | 15     |
| 8  | Loris Gubian       | 8      |
| 9  | Michael Brown      | 2      |
| 9  | Jaime Busto        | 2      |
| 11 | Franz Josef Kadlec | 1      |